# Санджай Кумар (борець, 1967)
Санджай Кумар (англ. Sanjay Kumar; нар. 23 грудня, 1967, село Матінду, округ Соніпат, штат Хар'яна) — індійський борець вільного стилю, дворазовий чемпіон та бронзовий призер чемпіонатів Співдружності, срібний призер Південноазійських ігор.

## Життєпис
Санджай Кумар виграв свій перший міжнародний титул у 1983 році, коли він здобув золоту медаль чемпіонату світу серед кадетів у США. Він домінував на внутрішніх
змаганнях серед дорослих з 1987 по 1997 рік, здобувши за цей період сім золотих медалей національного чемпіонату.

### Нагороди
У 1997 році за спортивні досягнення був нагороджений премією «Арджуна». 
Володар національних титулів Бхарат Кесарі, Хінд Кесарі та Рустом-е-Хінд.

## Спортивні результати на міжнародних змаганнях

### Виступи на Чемпіонатах світу
| Змагання                        | Збірна | Вагова категорія          | Місце |
| ------------------------------- | ------ | ------------------------- | ----- |
| Чемпіонат світу з боротьби 1991 | Індія  | вільна боротьба, до 90 кг | 23    |

### Виступи на Чемпіонатах Азії
| Змагання                       | Збірна | Вагова категорія          | Місце |
| ------------------------------ | ------ | ------------------------- | ----- |
| Чемпіонат Азії з боротьби 1987 | Індія  | вільна боротьба, до 90 кг | 5     |
| Чемпіонат Азії з боротьби 1991 | Індія  | вільна боротьба, до 90 кг | 5     |
| Чемпіонат Азії з боротьби 1992 | Індія  | вільна боротьба, до 90 кг | 5     |

### Виступи на Азійських іграх
| Змагання           | Збірна | Вагова категорія          | Місце |
| ------------------ | ------ | ------------------------- | ----- |
| Азійські ігри 1986 | Індія  | вільна боротьба, до 74 кг | 5     |
| Азійські ігри 1990 | Індія  | вільна боротьба, до 90 кг | 5     |

### Виступи на Південноазійських іграх
| Змагання                   | Збірна | Вагова категорія          | Місце  |
| -------------------------- | ------ | ------------------------- | ------ |
| Південноазійські ігри 1989 | Індія  | вільна боротьба, до 90 кг | Срібло |

### Виступи на Чемпіонатах Співдружності
| Змагання                                | Збірна | Вагова категорія          | Місце  |
| --------------------------------------- | ------ | ------------------------- | ------ |
| Чемпіонат Співдружності з боротьби 1991 | Індія  | вільна боротьба, до 90 кг | Золото |
| Чемпіонат Співдружності з боротьби 1993 | Індія  | вільна боротьба, до 90 кг | Бронза |
| Чемпіонат Співдружності з боротьби 1995 | Індія  | вільна боротьба, до 90 кг | Золото |

### Виступи на Іграх Співдружності
| Змагання                | Збірна | Вагова категорія          | Місце |
| ----------------------- | ------ | ------------------------- | ----- |
| Ігри Співдружності 1994 | Індія  | вільна боротьба, до 90 кг | 6     |

### Виступи на змаганнях молодших вікових груп
| Змагання                                      | Збірна | Вагова категорія          | Місце |
| --------------------------------------------- | ------ | ------------------------- | ----- |
| Чемпіонат світу з боротьби серед юніорів 1986 | Індія  | вільна боротьба, до 75 кг | 13    |